# Wilhermsdorf
Wilhermsdorf è un comune-mercato di 5 489 abitanti, situato nel Land tedesco della Baviera.